# 仁壽圍
仁壽圍（英語：Yan Shau Wai，有時或音譯作Yan Sau Wai）是一條位於香港元朗區新田地區的圍村。

## 行政區劃
仁壽圍是新界小型屋宇政策下其中一條認可鄉村。

## 外部連結
- 居民代表選舉仁壽圍（新田）的劃定現有鄉村範圍（2019－2022年）
- 古物諮詢委員會關於新田仁壽圍圍門、圍牆及神廳的簡要文件（圖片）

- 仁壽圍圖片

22°30′06″N 114°04′30″E / 22.501667°N 114.074958°E